# Fritz Pleines

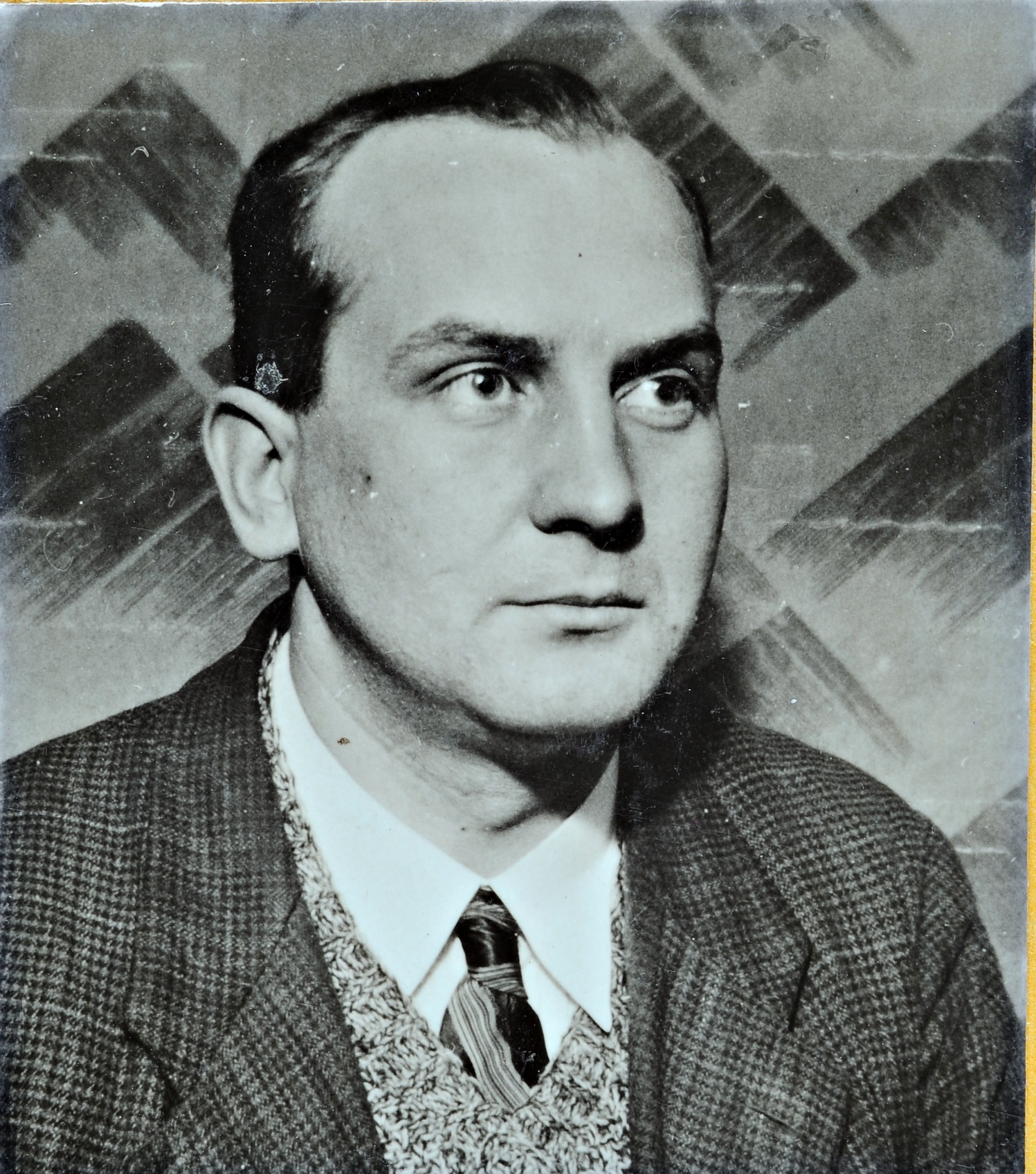
Fritz Pleines (um 1932).

Fritz Pleines (* 6. Juli 1906 in Stolp; † 30. Juni 1934 in Berlin-Lichterfelde) war ein deutscher SS-Mann und KZ-Kommandant. Pleines wurde vor allem bekannt als kurzzeitiger Kommandant des Konzentrationslagers in Stettin sowie als einer der Getöteten des „Röhm-Putsches“.

## Leben und Wirken
Pleines arbeitete ursprünglich als Malergehilfe und Dekormaler. Später war er als Kriminalbeamter bei der Staatspolizei in Stettin tätig. Zum 1. März 1930 trat Pleines der NSDAP bei (Mitgliedsnummer 205.331). Außerdem wurde er Mitglied der Sturmabteilung (SA), der Privatarmee der Partei. Ab 1931 gehörte er auch der Schutzstaffel (SS) an, in der er den Rang eines SS-Truppenführers erreichte.
Ab September 1933 arbeitete Pleines als Aufseher im KZ Bredow, das die SA auf dem Gelände der 1928 stillgelegten Vulkan-Werft in Stettin errichtet hatte. In den folgenden Monaten beteiligte er sich an der Misshandlung und Folter der dortigen Häftlinge, wobei sein Vorgesetzter Joachim Hoffmann und sein Kollege Gustav Fink zu seinen engsten Komplizen zählten. Im März 1934 amtierte Pleines als Nachfolger von Karl Salis kurzzeitig als Kommandant des Vulkan-Lagers.
Im März 1934 wurde Pleines – wie auch Fink, Hoffmann, Salis und ihre Kollegen Willi Herrmann, Heinrich Richter und Walter Treptow – wegen der Übergriffe auf die Vulkan-Häftlinge verhaftet und in einem vom 29. März bis 6. April dauernden Prozess vor dem Landgericht Stettin wegen gefährlicher Körperverletzung angeklagt. Pleines, Hoffmann und Salis mussten sich zusätzlich noch wegen des Anklagepunktes vorsätzlicher Körperverletzung als Beamte in Ausübung oder in Veranlassung ihres Amtes sowie Hofmann und Pleines wegen der Anwendung von Zwangsmitteln zur Erpressung von Geständnissen bzw. Aussagen verantworten. Während Fink und Hoffmann Gefängnisstrafen erhielten, verurteilte das Landgericht Pleines bei Prozessende am 6. April 1934 wegen Gefangenenmisshandlung zu einer fünfjährigen Zuchthausstrafe (unter Verwirkung der bürgerlichen Ehrenrechte auf drei Jahre). Zur Verbüßung derselben wurde er ins Zuchthaus Brandenburg überstellt. Dies ist einer der wenigen Fälle, in denen Angehörige des NS-Regimes von diesem selbst für Vergehen an KZ-Häftlingen zur Rechenschaft gezogen wurden.
Nachdem am 26. Juni 1934 fälschlich die Begnadigung Pleines’ vermeldet worden war, wurde dieser – wie Hoffmann und Fink – am 30. Juni aus dem Zuchthaus geholt, erst ins Geheime Staatspolizeiamt in Berlin und von dort auf das Gelände der Kadettenanstalt Lichterfelde gebracht und dort von Angehörigen der Leibstandarte SS Adolf Hitler erschossen. Offiziell wurde die Erschießung von Pleines, Hoffmann und Fink mit der von ihnen begangenen „Gefangenenmisshandlung“ begründet. Neben Anton von Hohberg und Buchwald und Othmar Toifl waren die drei die einzigen SS-Angehörigen, die der „Röhm-Affäre“ zum Opfer fielen.
Johannes Tuchel interpretierte den Morden an Pleines, Fink und Hoffmann als eine politisch motivierte Tat, deren Anordnung es Hitler „Raum für eine subtile, unterschwellige Möglichkeit“ gegeben habe, „den Nationalsozialismus und besonders sich selbst zwar nicht als Hüter des Rechtsstaates, aber zumindest als harten, aber gerechten Richter darzustellen“.